# Všeobecné volby v Belgii 1954
Belgické všeobecné volby z roku 1954 se konaly 11. dubna 1954.

## Výsledky
| Politická strana | Politická strana                                | Počet hlasů | Hlasy v % | Počet mandátů | Změna |
| ---------------- | ----------------------------------------------- | ----------- | --------- | ------------- | ----- |
|                  | CVP – Křesťanskosociální strana                 | 2 123 408   | 41,15 %   | 95            | ▼13   |
|                  | Parti socialiste – Socialistická strana – jinak | 1 927 015   | 37,34 %   | 86            | ▲9    |
|                  | PVV – PRL                                       | 626 983     | 15,15 %   | 25            | ▲4    |
|                  | Komunistická strana Belgie                      | 184 108     | 3,47 %    | 4             | ▼3    |
|                  | Lidová unie                                     | 113 632     | 2,2 %     | 1             | ▲1    |
|                  | Koalice liberalistů a socialistů                | 109 982     | 2,13 %    |               |       |
|                  | Catholiques dissidents                          | 44 796      | 0,87 %    | 1             |       |
|                  | ostatní                                         | 30 562      | 0,59 %    |               |       |